# Dhuni
Un dhuni è secondo le religioni dharmiche (come ad esempio Induismo, Buddismo, Giainismo, ecc.) un sito sacro rappresentato come una fenditura nel terreno. Questa fenditura è la rappresentazione dello yoni o della vulva femminile e organo di riproduzione. Un dhuni rappresenta quindi un luogo di culto dedicato a Shakti.